# Yucaipa
|  | Dieser Artikel wurde aufgrund von inhaltlichen Mängeln auf der Qualitätssicherungsseite des Projektes USA eingetragen. Hilf mit, die Qualität dieses Artikels auf ein akzeptables Niveau zu bringen, und beteilige dich an der Diskussion! Eine nähere Beschreibung der zu behebenden Mängel fehlt. |

Yucaipa ist eine Stadt im San Bernardino County im US-Bundesstaat Kalifornien, USA. Das U.S. Census Bureau hat bei der Volkszählung 2020 eine Einwohnerzahl von 54.542 ermittelt.

## Geographie
Die geographischen Koordinaten sind: 34,03° Nord, 117,04° West. Das Stadtgebiet hat eine Größe von 71,9 km².

## Politik
Yucaipa wird von einem fünfköpfigen Stadtrat (City Council) regiert. Die Amtszeit beträgt vier Jahre, wobei alle zwei Jahre drei bzw. zwei Stadträte neu gewählt werden. Ende jeden Jahres wird ein Mitglied des City Councils zum Vorsitzenden des Rates gewählt, diese Person hat dann das Amt des Bürgermeisters (Mayors) inne.

## Bildung
In Yucaipa ist das Crafton Hills College beheimatet. Dieses 1972 eröffnete Community College wird von durchschnittlich 6200 Studenten besucht.

## Persönlichkeiten
- Noble Johnson (1881–1978), Schauspieler, Drehbuchautor und Produzent
- Susan Anton (* 1950), Schauspielerin